# Perchting
Perchting ist seit seiner Eingemeindung am 1. Mai 1978 ein Ortsteil der oberbayerischen Kreisstadt Starnberg. Seit der Gemeindebildung von 1818 bis zur Gebietsreform war das Pfarrdorf eine eigenständige politische Gemeinde.

## Geographie

### Geographische Lage
Eingebettet in die Moränenlandschaft zwischen Ammersee und Starnberger See liegt Perchting in der Mitte des Fünfseenlandes. Im Süden grenzen die Fluren des Dorfes an den Maisinger See. Der Blick von den Hügeln, die den Ort flankieren, reicht über die Höhenrücken im Ammer-Loisach-Hügelland bis zu den Bergen des Wettersteingebirges.

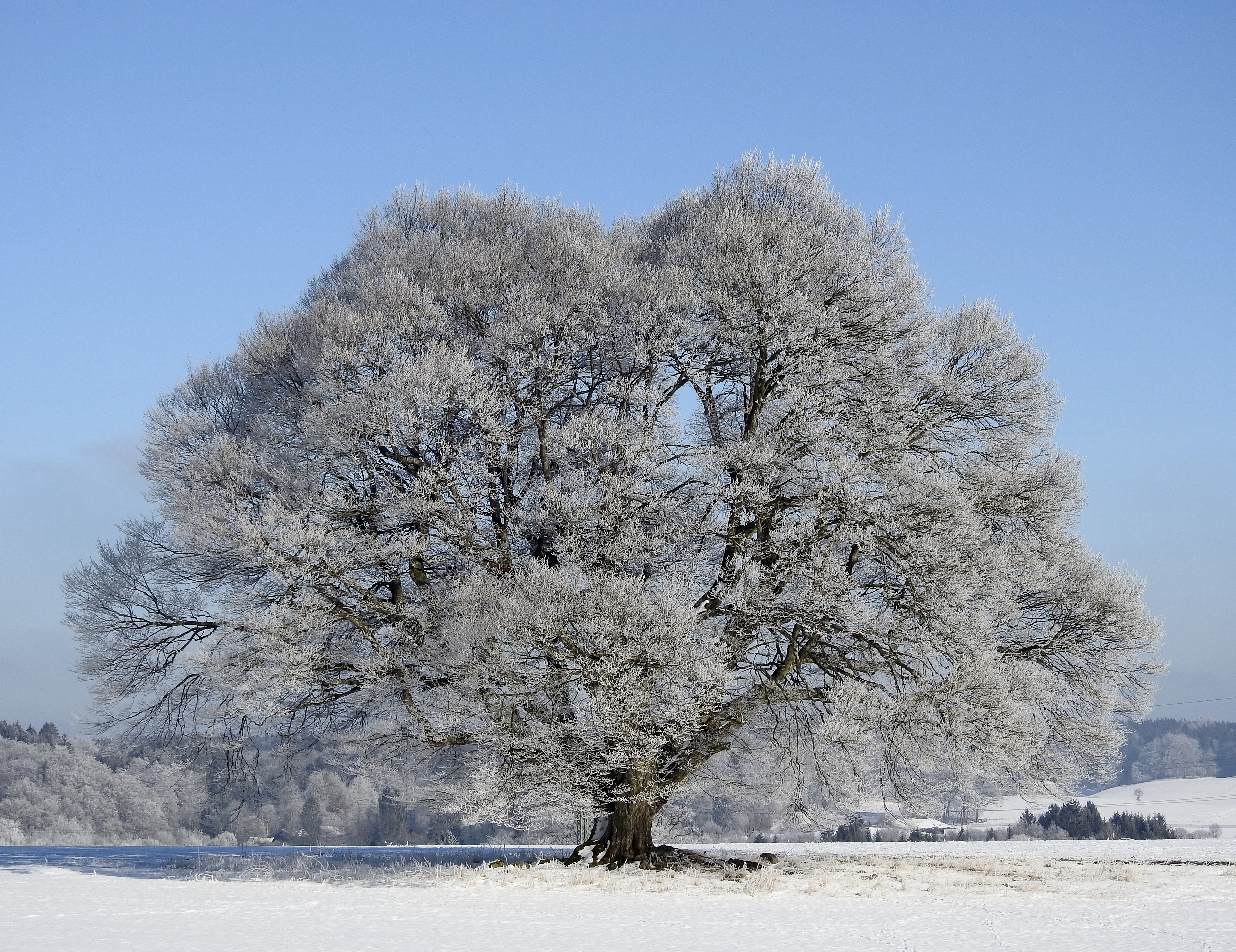
Naturdenkmal Hainbuche bei Jägersbrunn

### Natur- und Landschaftsschutz
Außer dem Dorfkern liegen alle Fluren der Gemarkung Perchting innerhalb des Landschaftsschutzgebietes Westlicher Teil des Landkreises Starnberg (LSG-00542.01), das 1972 unter Schutz gestellt wurde.
Das im Süden des Dorfes um den Weiler Jägersbrunn gelegene Gebiet ist Teil des Naturschutzgebietes Maisinger See (NSG-00313.01), das bereits 1941 unter Naturschutz gestellt wurde und damit zu den ältesten Schutzgebieten Bayerns gehört. Natura 2000, das Schutzgebietsnetz der Europäischen Union, erklärte diesen Landstrich im Jahr 2004 zum FFH-Gebiet.
Auf dem Gebiet der Gemarkung Perchting gibt es drei Naturdenkmäler. Ein am nördlichen Rand der Gemarkung gelegenes Gebiet wurde 1979 unter der Bezeichnung „Galgenberg“ als flächenhaftes Naturdenkmal ausgewiesen, eine weitere Fläche von ökologischer Bedeutung im Jahr 1982 unter der Bezeichnung „Hochgemeinde“. Schließlich wurden im März 2021 zwei in einem Acker bei Jägersbrunn frei stehende Hainbuchen als Naturdenkmal ausgewiesen.

## Aus der Dorfgeschichte

### Frühgeschichte
Zahlreiche Hügelgräber in der Gemarkung Perchting belegen, dass das Gebiet bereits zur Hallstattzeit besiedelt war. 1898 öffnete der Archäologe Julius Naue fünf dieser Grabhügel. Durch die bei der Grabung gefundenen Gefäße lässt sich die Anlage des Gräberfeldes auf die Zeit zwischen 700 und 500 vor Christus datieren.

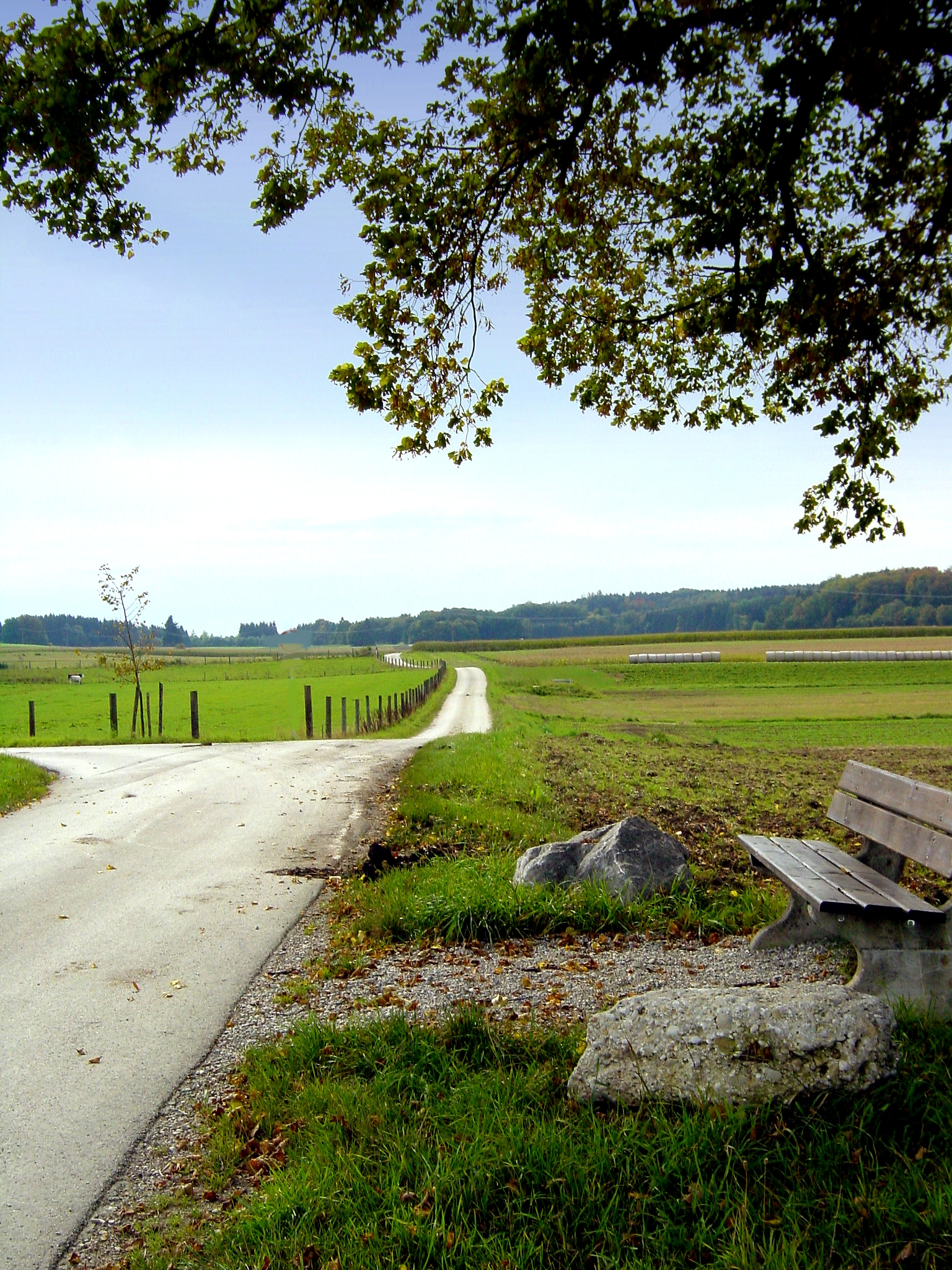
Römische Allgäustraße auf Perchtinger Flur

Funde von Halsketten, Armreifen und Fibeln aus der frühen römischen Kaiserzeit beleuchten eine spätere Zeitspanne in der Geschichte des Dorfes. Zur Zeit des römischen Kaisers Augustus war das nördliche Voralpenland Teil des Römischen Reiches geworden. Voraussetzung für die Entwicklung dieser neuen Provinz Raetia war der Ausbau eines Verkehrsnetzes. Dem Bau der Via Claudia Augusta, dem ersten befahrbaren Weg über die Alpen, folgte die Via Julia, und diese beiden zur Reichssicherung bedeutsamen Hauptachsen waren durch einen Weg verbunden, der seit dem ersten nachchristlichen Jahrhundert die Fluren Perchtings durchzieht. Um gegen Überfälle besser gewappnet zu sein, wurden auf beiden Seiten von Römerstraßen breite Streifen gerodet. Dieses urbar gemachte Land erhielten verdiente Legionäre und nachziehende Zivilisten, die dort vorwiegend Einzelgehöfte erbauten, die entstandenen Nutzflächen bewirtschafteten und den Wechsel der Zugtiere garantierten. Eine solche Villa rustica am westlichen Ende des Perchtinger Teilstücks der Römerstraße wurde zur Urzelle des Dorfes. Noch in der Mitte des 18. Jahrhunderts waren, wie der Reiseschriftsteller Lorenz Westenrieder berichtet, die Ruinen des Landguts sichtbar.
Auf die Zeit zwischen 500 und 600 wird die Entstehung der Orte, die auf -ing enden, datiert. Perchting wird wahrscheinlich schon sehr früh während dieser Zeit der bajuwarischen Landnahme gegründet worden sein, da sich die Neusiedler vorzugsweise dort niederließen, wo sie bereits gerodete Flächen vorfanden. Politisch gehörte die Gegend seit dem Ende der Römerherrschaft im 5. Jahrhundert zum Machtbereich des bayerischen Hochadelsgeschlechts der Huosi. Unter ihnen wurden die für die späteren Geschicke Perchtings wichtigen Klöster Benediktbeuern (740) und Polling (750) gegründet.
Über die Herkunft des Namens „Perchting“ gibt es verschiedene Theorien. Eine davon besagt, dass sich hier einst die Sippe eines Perchto sesshaft machte, nach einer zweiten soll das aus dem Keltischen stammende Wort „perch“ = Berg für den Dorfnamen verantwortlich sein.
1052 wird Perchting erstmals schriftlich erwähnt. Aus dem Traditionsbuch des Klosters Benediktbeuern geht hervor, dass das Kloster zu dieser Zeit Besitz in Perhtingin hatte.

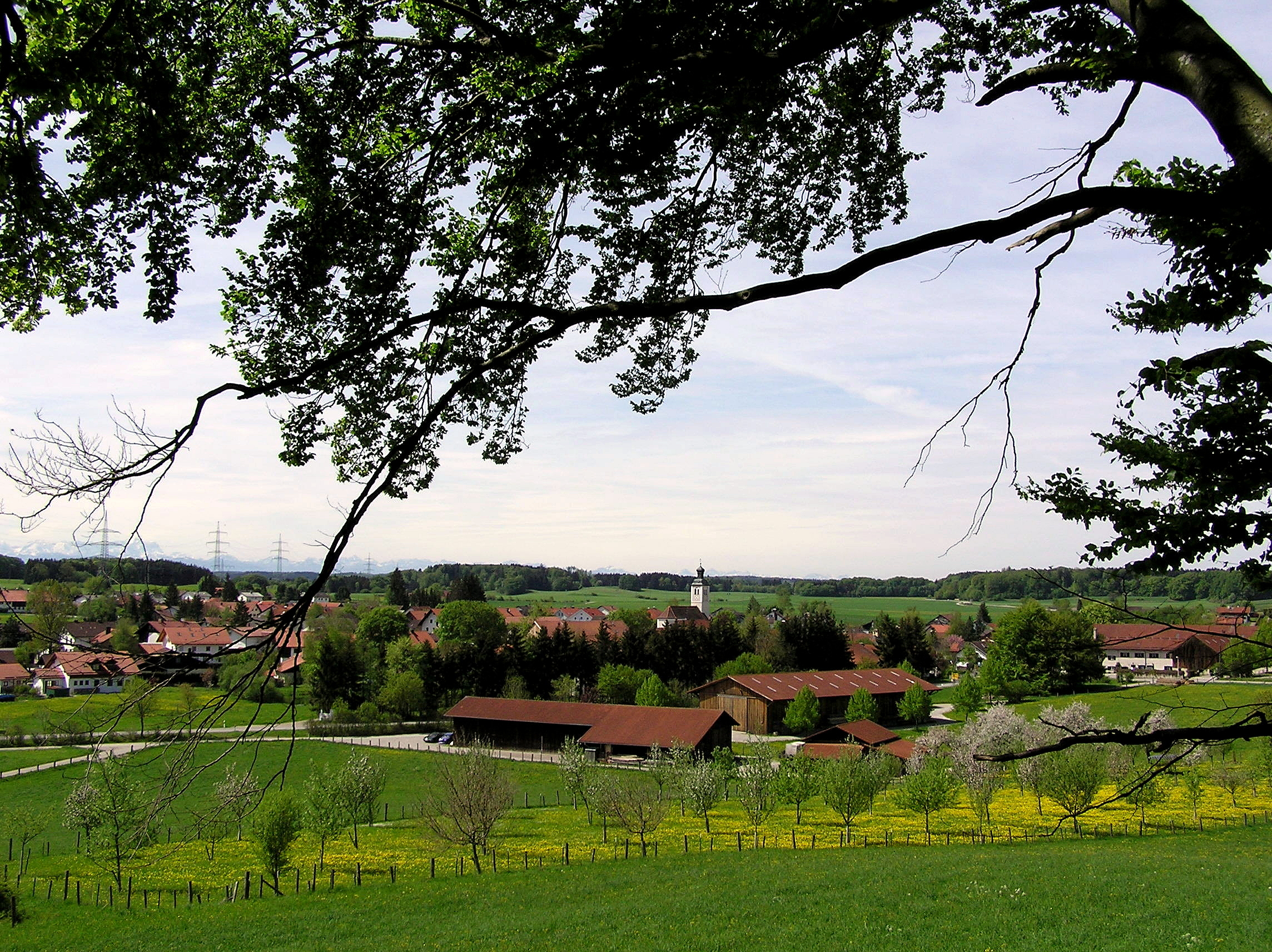
Blick von dem vermuteten Burghügel auf das heutige Perchting.

Man zeiget auch noch heutigen Tages einen Hügel nordost außer dem Dorf, wo dieser Edlen Schloß sollte gestanden haben, schreibt Pfarrer Joseph Dillizer über die im 12. und 13. Jahrhundert hier beheimatete und mit erheblichem Besitz ausgestattete Familie von Perchtingen. Aufzeichnungen darüber wurden nicht gefunden, und der Standort lässt sich bisher nicht lokalisieren. Zahlreiche Mitglieder der Familie werden jedoch in frühen Urkunden als Zeugen erwähnt, sodass zumindest ein größerer Wohnsitz angenommen werden kann. Gesellschaftlicher Aufstieg gelang ihnen als Ministeriale der Grafen von Andechs, die im 11. Jahrhundert mit der Grafschaft um den Würmsee (heute Starnberger See) belehnt worden waren. Ein Zweig der Familie wanderte später nach Tirol aus und ließ sich bei Innsbruck, dem Kerngebiet der Andechser Herrschaft in Tirol, nieder. Die dortige Hohenburg erinnert an das alte Perchtinger Geschlecht.
Nach dem Tode des letzten Herzogs von Andechs-Meranien gingen 1248 Besitz und Rechte der Andechser an die Wittelsbacher über. In ihren Aufzeichnungen findet sich erstmals eine Angabe über die Mindestgröße des Dorfes. 1280 besaß der Herzog in Perchting die Vogtei über 7 Höfe.
Eine tiefgreifende Umordnung der Gerichts- und Verwaltungsorganisation der Wittelsbacher führte dazu, dass Perchting zu einem Mischgebiet zwischen dem bisher zuständigen Gericht Pähl (später Landgericht Weilheim) und dem neugeschaffenen Landgericht Starnberg wurde. Die landesherrlichen sowie die zum Kloster Benediktbeuern gehörigen Untertanen wurden nach Starnberg extrahiert, die übrigen verblieben bei Pähl. Die Zuständigkeit der beiden Gerichte, denen nicht nur die Rechtsprechung, sondern auch das Einziehen der Steuern oblag, ging damit quer durch das Dorf.

### Frühe Neuzeit

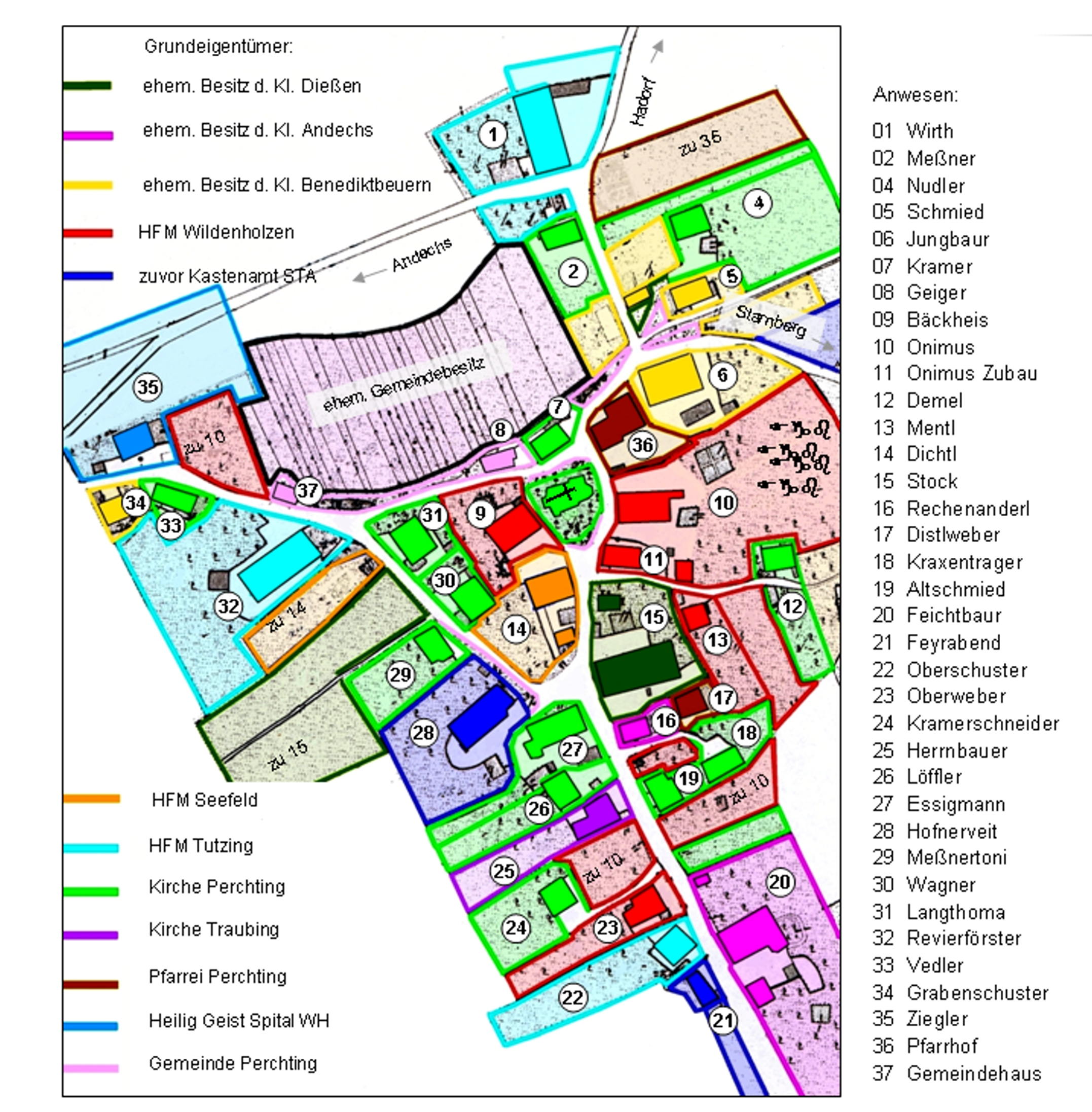
Anwesen und Grundherren nach dem Urkataster von 1812.

1532 begab sich ein Amtmann des Landgerichts Weilheim auf einen Dorfrundgang, um die Namen der Haushaltsvorstände sowie die Größe des jeweiligen Besitzes zu notieren. Nach seinem Bericht gab es in Perchting 37 Anwesen. 7 davon bezeichnet er als Höfe, wovon jeweils einer den Klöstern in Andechs, Benediktbeuern und Dießen gehörte. Die restlichen waren im Besitz der Hofmark Wildenholzen, der Hofmark Seefeld und dem Kastenamt Starnberg. Von den 6 Gütlern, die er aufzählt, befand sich fünfmal der Oberbesitz in kirchlicher, einmal in weltlicher Hand. Schließlich folgen 22 Söldner, also Kleinstbauern, deren Grundherr fast ausschließlich die Kirche Perchting war, sowie die Taferne und der Pfarrhof. Die Dorfentwicklung war damit bereits um diese Zeit im Großen und Ganzen abgeschlossen. Bis zum Ende des Zweiten Weltkrieges gab es zwar einige Neubauten, die am Ende des 19. und Anfang des 20. Jahrhunderts errichtet wurden, aber keine Veränderung in der Anzahl der Gehöfte.
Das System, dass Grund und Boden nicht Eigentum dessen war, der ihn bebaute, war vom frühen Mittelalter bis ins 19. Jahrhundert die übliche Grundbesitzform. Der Grundherr hatte das Obereigentum, der Bauer das Nutzeigentum an dem ihm verliehenen Gut, für das jährliche Abgaben zu leisten waren. Deren Höhe errechnete sich aus der Größe und der Bodenqualität des zu einem Anwesen gehörigen Grundes.
Einen markanten Einschnitt in der Entwicklung des Dorfes brachte der Dreißigjährige Krieg. Der Andechser Abt Maurus Friesenegger berichtet in seinem Tagebuch aus dem 30jährigen Krieg über Raubzüge, Gewalttaten, Brände und Verwüstungen durch fremde und eigene Soldaten. Besonders hart traf es das Dorf als das kurfürstliche Kriegskommissariat 1634 in Perchting sein Lager aufschlug und der Bevölkerung das letzte Vieh aus den Ställen holte. Am Ende der Kriegszeiten dürfte Perchting nur noch aus elenden Behausungen und einer durch Hungersnot erheblich verminderten Einwohnerzahl bestanden haben.
Der 14. April 1768 ging als einer der schlimmsten Tage in Perchtings Dorfgeschichte ein. In einer Sölde brach durch fahrlässiges Hantieren mit offenem Feuer ein Brand aus. Durch starken Westwind begünstigt verbreitete sich das Feuer im nördlichen Bereich des Dorfes und legte vier große Höfe, sieben Sölden, den Pfarrhof und die Kirche in Schutt und Asche. In wenigen Stunden waren damit ein Drittel aller Perchtinger Anwesen vernichtet. In einer Zeit, in der keine Feuerversicherung für die Schäden aufkam, konnte der Wiederaufbau nur sehr langsam vorangehen. Der Pfarrer Thomas Peyrlacher beschreibt noch vier Jahre nach dem Brand seine Kirche als ein „Goteshaus in einem elenden, unausgebauten Zustand, über dessen Erblickung sich Jedermann erbarmen muß.“

### 19.Jahrhundert

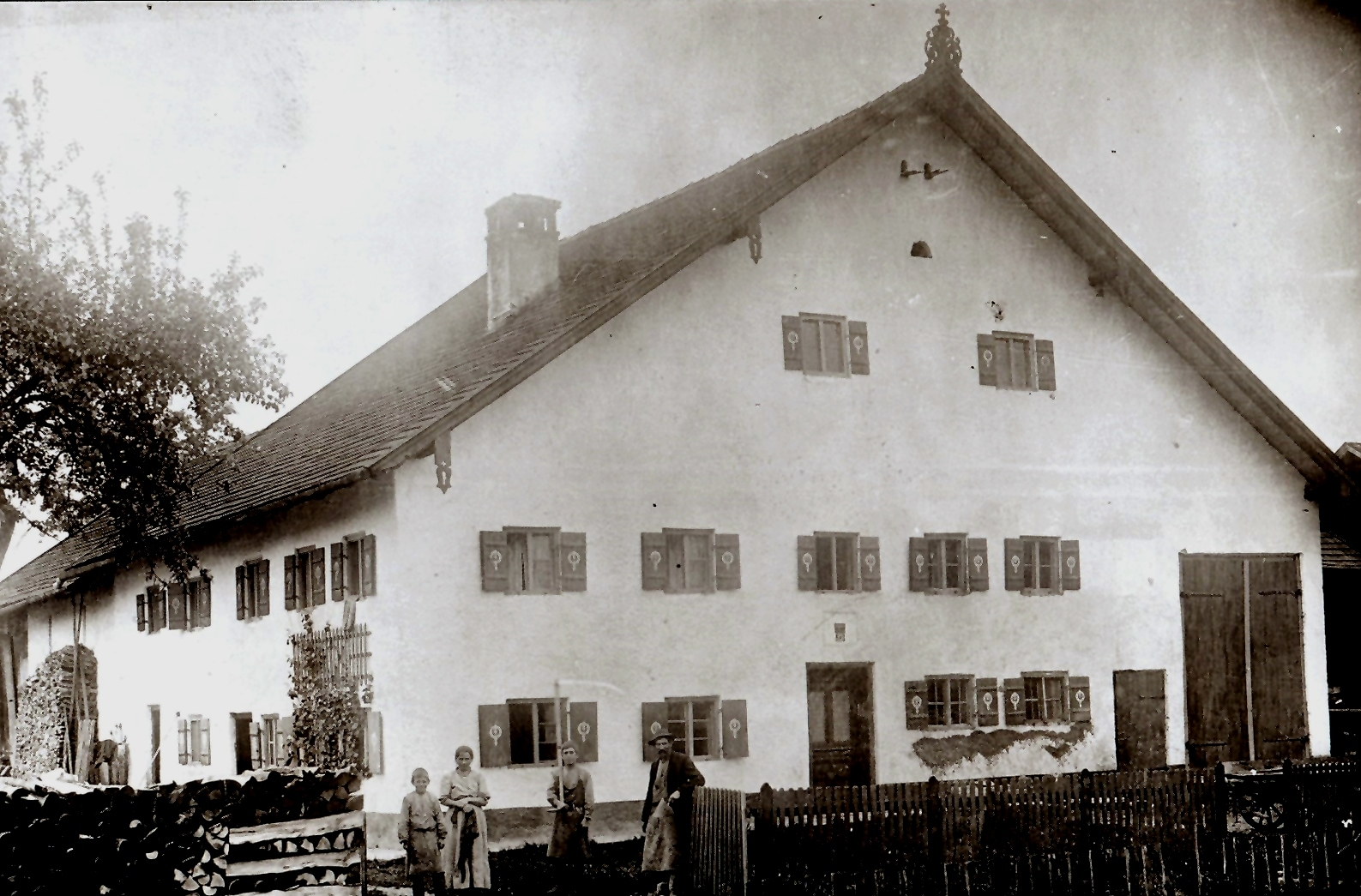
Beim Herrnbauer, einer der im 19. Jahrhundert ausgebauten Höfe

Das 19. Jahrhundert – mit einer Fülle von Reformen, die zum Entstehen des modernen bayerischen Staates führten – brachte eine erhebliche Änderung im Leben der Bauern. Historisch gewachsene Organisationsformen und Besitzverhältnisse wurden aufgelöst. 1803 wurde der Besitz der Klöster enteignet und ging in den Besitz des Staates über. Viele Bauern wechselten damit ihren Grundherrn, der ihnen anbot, das Obereigentum abzulösen und freie Besitzer ihrer Höfe zu werden. In Perchting waren von diesem Besitzwechsel nur 6 Höfe betroffen. Der Rest befand sich im Obereigentum von Adel, Kirchen und geistlichen Stiftungen, die ihre Pfründe erst 1848 abgeben mussten.
1818 war in Bayern die Bildung der Städte und Gemeinden als selbständige kommunale Einheiten abgeschlossen. Die Verwaltung Perchtings lag nun in den Händen eines gewählten Gemeindevorstehers und neun Gemeindebevollmächtigten, die jeweils für bestimmte Aufgaben zuständig waren. Zu dieser Zeit lebten in Perchting in 37 Haushaltungen 37 Männer, 37 Frauen und 65 Kinder. Zusammen mit 14 Knechten und 22 Mägden, zu denen auch die dem Kindesalter entwachsenen, auf den Höfen mithelfenden Familienmitglieder zählten, ergibt dies eine Bevölkerungszahl von 175 Personen.

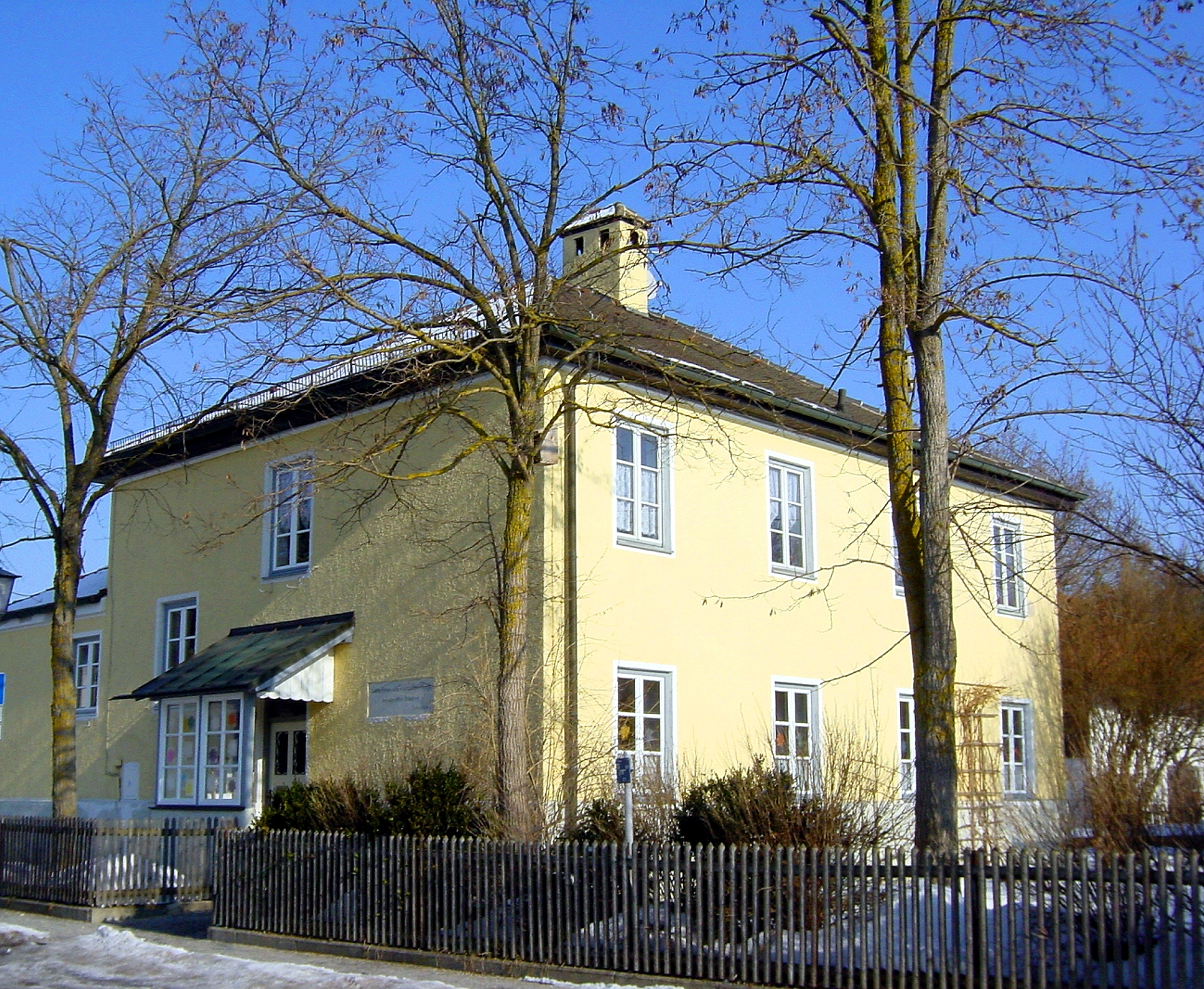
Perchtings ehemalige Schule

Aus den Schriften des Pfarrers Franz Anton Graf ist bekannt, dass es bereits 1789 im Mesnerhäusl die Möglichkeit zu einem freiwilligen Schulunterricht gab. Die 1802 eingeführte Schulpflicht stellte die junge Gemeinde jedoch vor große Probleme. Trotz zahlreicher Mahnungen der Behörden musste der Bau eines Schulgebäudes aus Kostengründen immer wieder aufgeschoben werden. Erst nach einem Bündnis der Nachbarorte Perchting, Landstetten und Hadorf und dem gemeinsamen Ringen um Fördermittel konnte mit dem Bau begonnen und das neue Schulhaus 1846 eingeweiht werden. 120 Jahre lang verbrachten die Schüler der drei Orte hier ihre Schulzeit. Trotz Protestes der Gemeinde und der Eltern wurde 1967 die Oberstufe in die Volksschule Söcking eingegliedert. 1969 folgte die Unterstufe mit den Klassen 1–4 und damit die Auflösung des einstmals hart erkämpften „Schullocals“.

### 20.Jahrhundert
Die vermutlich größten Veränderungen in der Geschichte des Dorfes brachte das 20. Jahrhundert. Im November 1900 beschloss die Gemeindeversammlung den Bau einer Wasserleitung. Prozesse mit Ortsbürgern, die die Einwilligung zum Verlauf der Leitung über ihr Grundstück verweigerten, verzögerten die Planungen. Erst mit achtjähriger Verspätung konnte die Wasserpumpstation an einer Quelle in der Nähe des Maisinger Sees gebaut werden. Sie beendete das jahrhundertelange Schleppen der Wassereimer vom Dorfbrunnen unterhalb der Kirchhofmauer zu den Gehöften, die über keinen eigenen Brunnen verfügten. Eine weitere technische Errungenschaft erreichte die Perchtinger 1911. Die Schuckertwerke begannen mit dem Verlegen von Leitungen für die Stromversorgung des Dorfes.

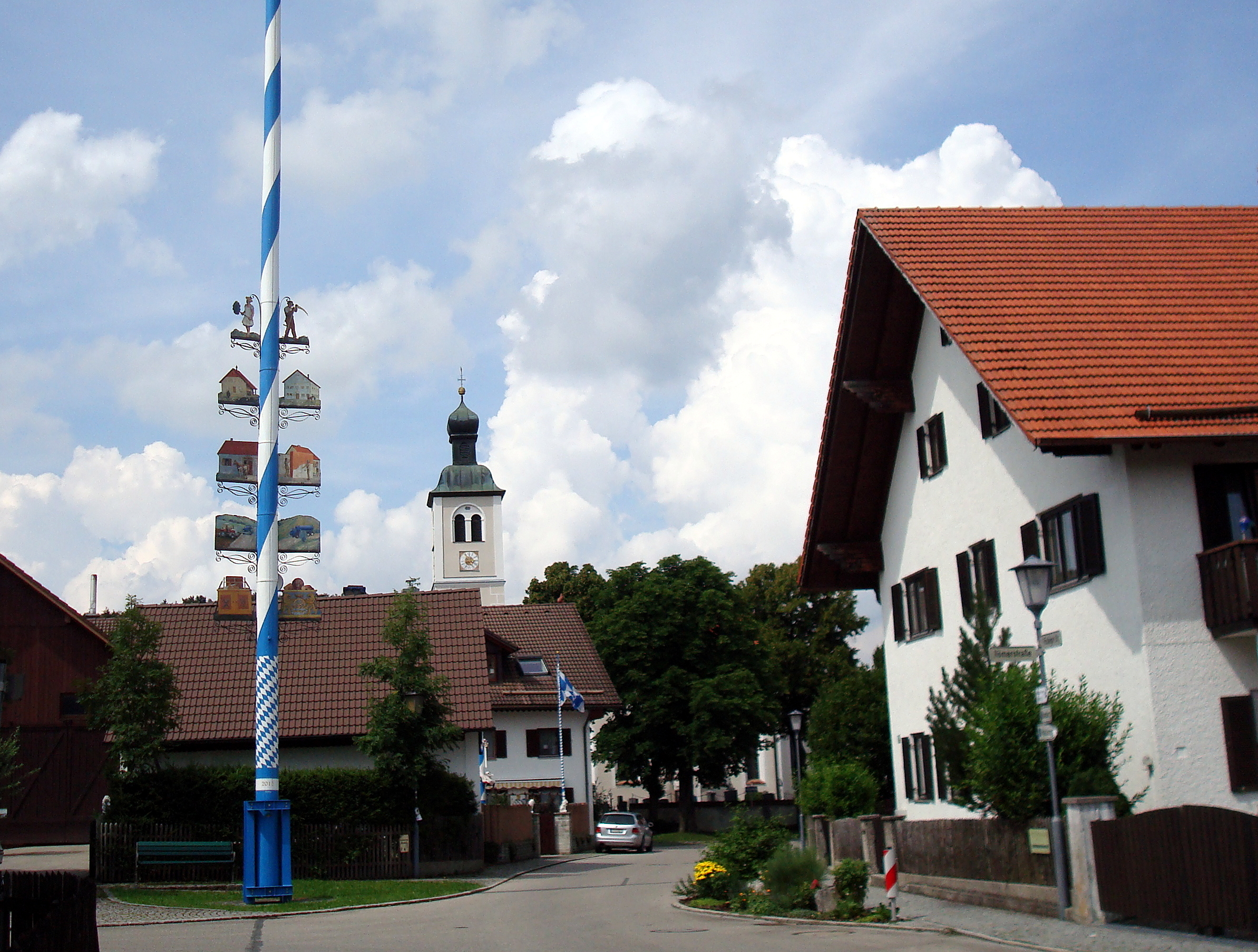
Maibaum in der Dorfmitte

Die nächsten Jahrzehnte waren geprägt von den Schrecken der beiden Weltkriege. 38 Namen auf den Tafeln des Kriegerdenkmals erinnern an die Mitbürger, die auf den Schlachtfeldern ihr Leben verloren. Von den Kriegshandlungen und Luftangriffen war Perchting verschont geblieben, musste sich aber ab Ende 1945 mit einem großen Flüchtlingsproblem auseinandersetzen. Aus ihrer angestammten Heimat vertriebene und dem Dorf zugewiesene Menschen mussten untergebracht, ernährt und integriert werden. Aufgrund dieser Neubürger stieg die Zahl der Einwohner, die vor dem Zweiten Weltkrieg bei 240 lag, auf 406 Personen.
1924, in der Blütezeit der Wandervogel-Bewegung, erbaute das Deutsche Jugendherbergswerk auf einer Wiese am Maisinger See Bayerns erste Jugendherberge (heute Tabalugahaus der Maffay Stiftung). Um sie herum entwickelte sich der kleine Weiler „Jägersbrunn“ und damit entstanden erstmals Wohngebäude außerhalb des Dorfkerns. 1925 folgte der erste Aussiedlerhof in der Flur „Laichholz“ und im Zweiten Weltkrieg die „Sonnau“ mit ihren im Schutz des Waldes liegenden kleinen Anwesen. Eine weitere Dorferweiterung begann in den 1960er Jahren mit dem Bau von Einfamilienhäusern entlang der alten Römerstraße und setzte sich im Osten mit der Bebauung der Blumenau, im Westen mit dem Gebiet um den Keltenweg und der Gartenstraße fort.
Zum 1. Januar 1967 trat der bisherige Gemeindeteil Landstetten der Gemeinde Maising zur Gemeinde Perchting über.
Bis in die 1970er Jahre gab es im Landkreis Starnberg 40 unabhängige Gemeinden. Eine Gebietsreform, die den Zusammenschluss zu größeren Ortsverbänden mit einer effektiveren Verwaltung zum Ziel hatte, war unumgänglich geworden. Am 1. Mai 1978 wurde Perchting zu einem Ortsteil der Stadt Starnberg.

## Kultur und Sehenswürdigkeiten

### Pfarrkirche Mariä Heimsuchung

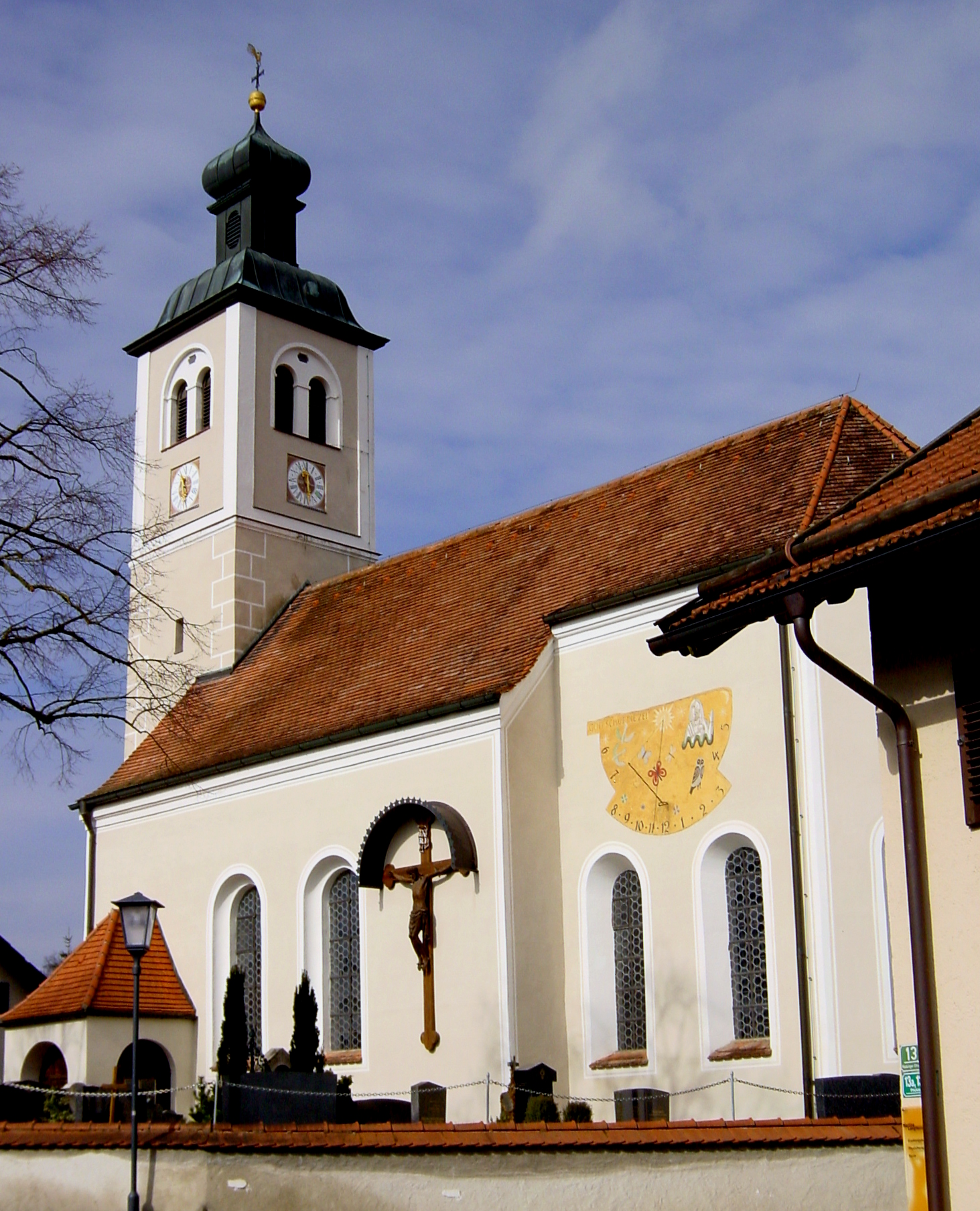
Pfarrkirche Mariä Heimsuchung.

Bereits 1357 bezeugt eine Urkunde den Verkauf des Perchtinger Kirchenlehens an das Kloster Polling. Geschichtlich greifbar wird das Gotteshaus jedoch erst mit dem Beginn der Kirchenrechnungsbücher ab 1630. Sie berichten, dass die Vorgängerkirche bei einem Dorfbrand am 14. April 1768 ein Opfer der Flammen wurde und bis auf die Grundmauern abbrannte. Fördergelder des ehemaligen Patrons Kloster Polling, des neuen Patronsherrn Anton Clemens Graf Toerring-Seefeld und des Kurfürsten Max III. Joseph ermöglichten einen im Stil des Rokoko von Balthasar Trischberger ausgeführten Neubau. Für die Innenausstattung konnten Künstler verpflichtet werden, die zu den besten ihrer Zeit gehörten. Nach einer in den 1960er Jahren erfolgten Renovierung erstrahlen die 1774 von Johann Baptist Baader geschaffenen Deckenfresken wieder in ihrer vollen Farbenpracht. Gemeinsam mit den großartigen Arbeiten des Münchner Hofstuckateurs Franz Xaver Feuchtmayer und des Bildhauers Franz Xaver Schmädl machen sie Mariä Heimsuchung zu einer Landkirche, die zu den glanzvollsten des Fünfseenlandes zählt.

### Kalvarienbergkapelle

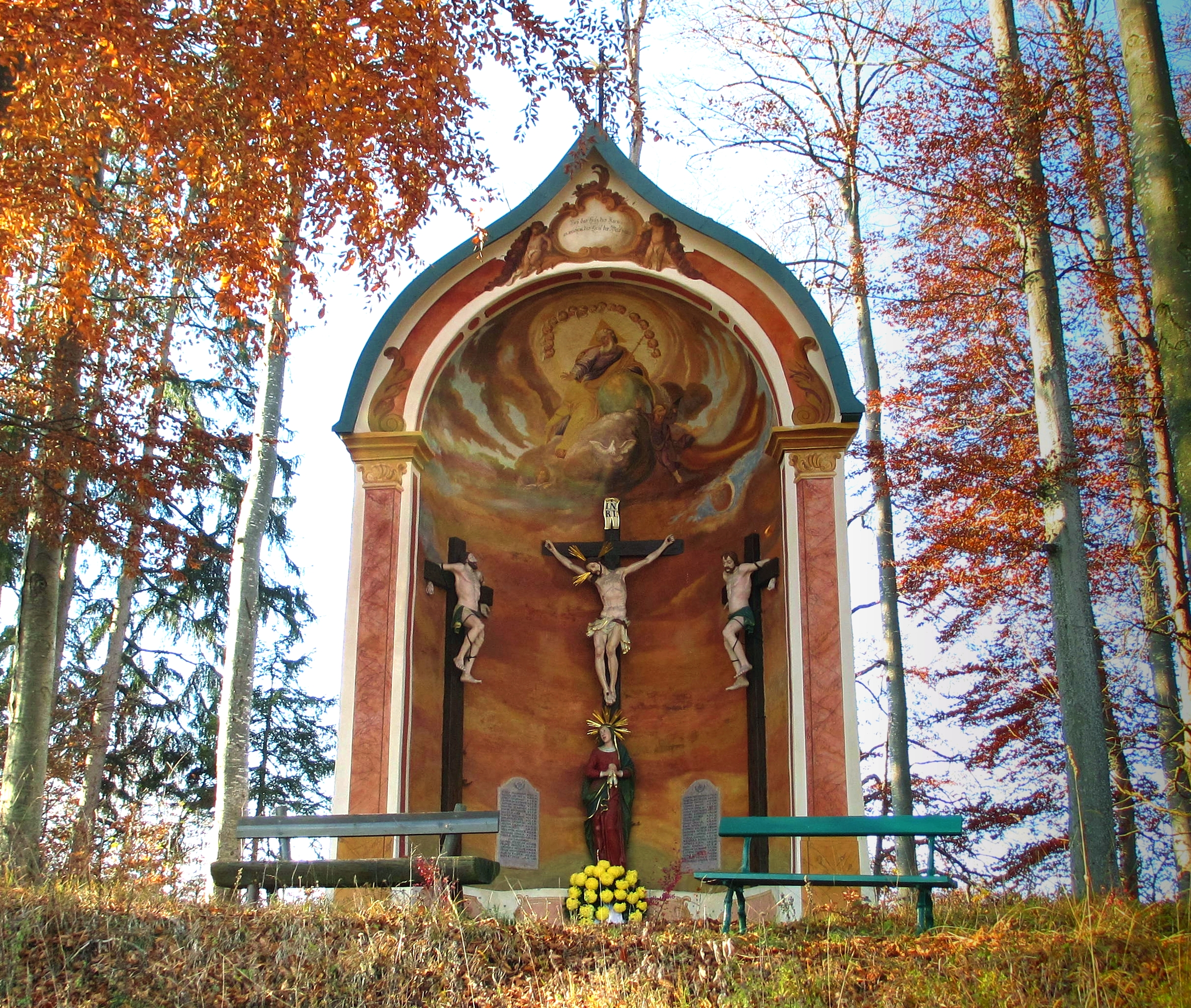
Kalvarienbergkapelle.

Die unter Denkmalschutz stehende Kalvarienbergkapelle, eine halbrunde Kapellennische auf einem Moränenhügel nordwestlich des Dorfes, ist ein sehr außergewöhnliches Beispiel sakraler Kunst. Der Erzählung nach soll sie um 1705 aufgrund eines Gelübdes errichtet worden sein. Die Kreuzigungsgruppe stammt wahrscheinlich aus dem ersten Drittel des 18. Jahrhunderts. Das Fresko – Gottvater vor einer strahlenden Himmelsöffnung – wird Johann Baptist Baader zugeschrieben und dürfte 1774 entstanden sein. Am Fuße der Kapelle befinden sich Gedenktafeln mit den Namen der aus den beiden Weltkriegen nicht mehr heimgekehrten Mitbürger Perchtings.

### Waldkreuzweg

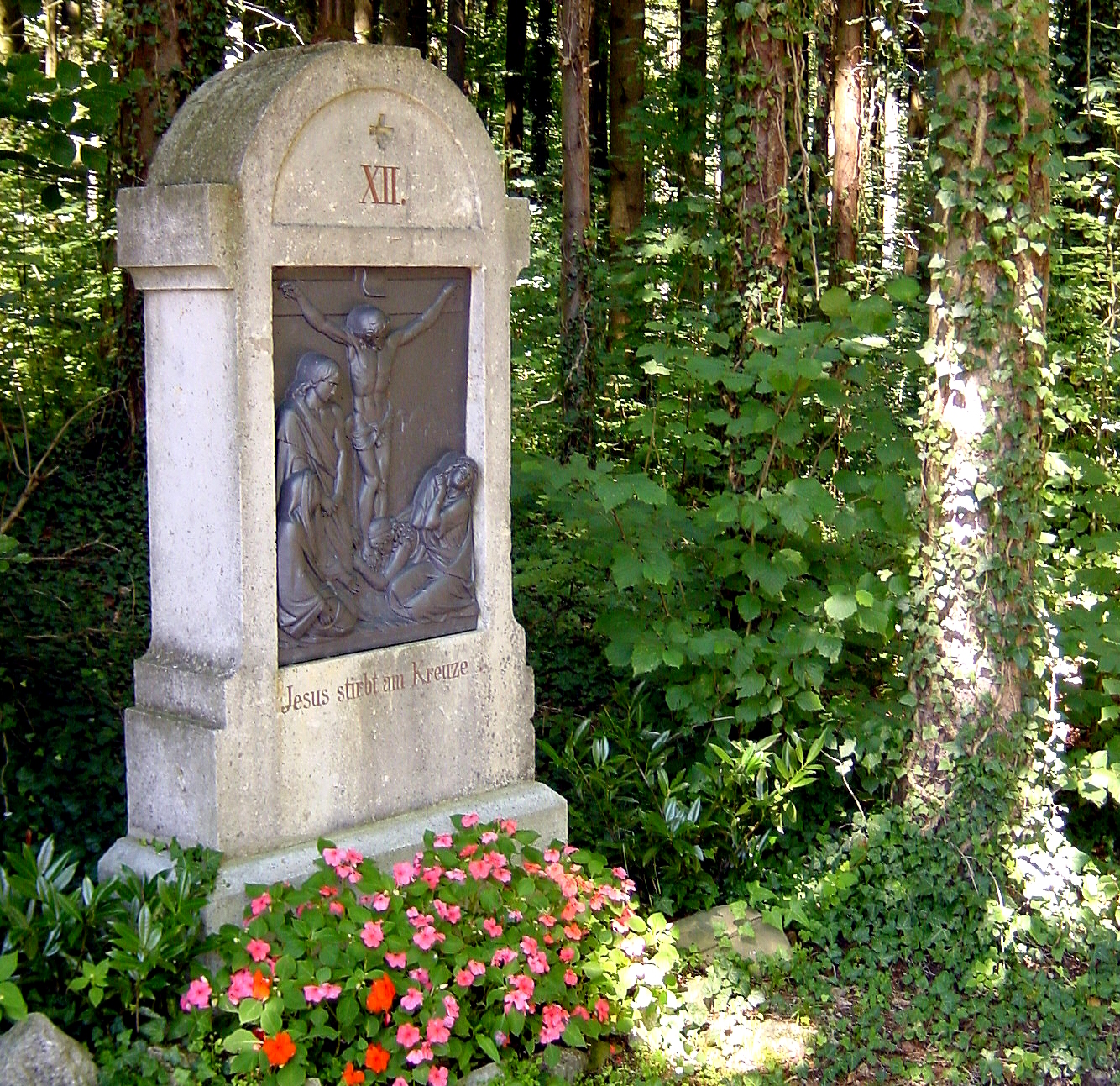
Waldkreuzweg.

Unter Kreuzwegprozession versteht man ein katholisches Brauchtum, das den Kreuzweg Christi an 14 Stationen symbolisch nachvollzieht. Den Abschluss bildet meist eine Kirche oder Kapelle, die seit dem Anfang des 18. Jahrhunderts vorhanden war. Den Wunsch nach einem dazugehörigen Kreuzweg erfüllten sich die Perchtinger Gemeindemitglieder 1885. Seitdem verläuft über den Moränenhügel im Norden des Dorfes ein Wallfahrtsweg, der an der Kalvarienbergkapelle endet. In jede der 14 Stationen ist eine Reliefplatte aus Gusseisen mit jeweils einer Szene aus der Passion Christi eingelassen. Hergestellt wurden die unter Denkmalschutz stehenden Reliefplatten in einer Eisengießerei bei Paris.

## Wirtschaft und Infrastruktur
Perchting liegt an der Staatsstraße 2070. Durch verschiedene Buslinien ist der Ort mit Starnberg (Starnberger See), Herrsching (Ammersee), Maising (Maisinger See) und dem Kloster Andechs verbunden.
In dem bis in die 1960er Jahre landwirtschaftlich geprägten Dorf spielt der Ackerbau nach wie vor eine große Rolle. Dennoch hat sich durch die Zuwanderung von auswärtig Beschäftigten ein erheblicher Wandel der Erwerbsstruktur ergeben.
Neben kleineren Dienstleistungsbetrieben aus der Versicherungs-, Steuerberatungs- und IT-Branche sind in Perchting unter anderem folgende Wirtschaftszweige vertreten:

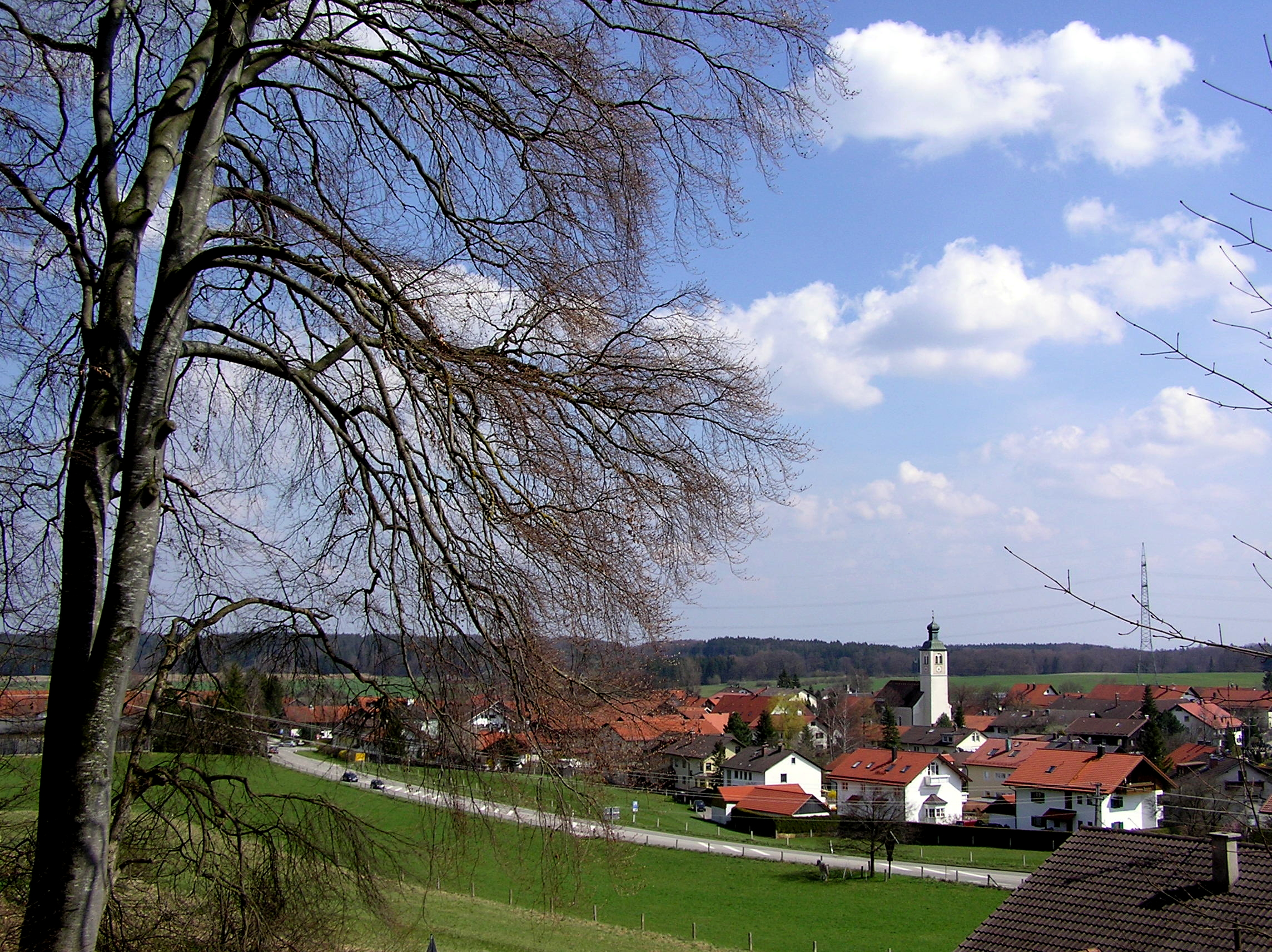
Blick vom Kalvarienberg auf Perchting.

- Kleiner Supermarkt

- Kfz-Unternehmen für Landmaschinen
- Handwerksbetriebe
- Einzelhandelsgeschäfte für Möbel

## Soziale Einrichtungen und Vereine
- Kindergarten
- Freiwillige Feuerwehr Perchting
- Tabalugahaus am Maisinger See
- Burschenschaft Perchting
- Gartenbauverein Perchting
- Turn- und Sportverein Perchting-Hadorf
- Hundesportverein Starnberg